# Blue/Orange
Blue/Orange (em português: Laranja/Azul) é uma peça teatral escrita pelo dramaturgo inglês Joe Penhall. A primeira representação foi feita no Royal National Theatre, localizado em Londres, em abril de 2000, sendo estrelada por Bill Nighy, Andrew Lincoln e Chiwetel Ejiofor.

## Adaptação cinematográfica
Em 2005, a peça foi adaptada para um telefilme exibido pela BBC e dirigido por Howard Davies, que foi estrelado por Brian Cox, John Simm e Shaun Parkes.

## Prêmios e indicações
- 2000 - Evening Standard Award (Melhor Peça do Ano)
- 2000 - Critics' Circle Theatre Award (Melhor Peça Original)
- 2001 - Laurence Olivier Award for Best New Play

## Leitura complementar
- Penhall, Joe (2000). Blue/Orange First edition ed. London: Methuen Drama. ISBN 0413752704